# Marsh (motorfiets)
| Marsh-Metz 500 cc uit 1907 |

Marsh (later MM ) is een historisch Amerikaans motorfietsmerk.
Marsh Bros, later Marsh Motor Cycle Mfg. Co., en American Motor Company, Brockton, Massachusetts (1901-1913).
In 1899 bouwde de William T. Marsh samen met zijn broer al een motorfiets, in feite een fietsframe met een 365 cc motorblok. Deze motor werd in 1901 verbeterd, met name het frame en de plaatsing van het motorblok. Het blok helde licht achterover, zoals dat ook bij de merken Thor, Pope en Holley het geval was.
In 1905 ging men samenwerken met Charles Metz, die in 1893 het rijwielmerk Orient had opgericht. Orient had al in 1898 motorfietsen met Franse Aster-motorblokken geproduceerd. Metz vertrok toen zijn mededirecteuren in 1902 besloten auto's te gaan produceren.
Marsh Motor Cycle Mfg veranderde haar naam in AMC (American Motor Company) en de merknaam werd MM (Marsh-Metz). 
Er werd een weinig succesvolle 45° v-twin ontwikkeld, die in 1909 werd vervangen door een betere 90°-versie van 1087 cc.
Intussen had het bedrijf in 1905 en 1906 onder de naam Marsh ook auto's geproduceerd, waarmee men in 1908 weer was begonnen. In 1913 eindigde de productie van auto's en motorfietsen voor MM. Metz ging nog enkele jaren auto's bouwen. MM-motorfietsen werden nog wel tot 1915 door andere merken gekopieerd, zoals door Haverford, Peerless (in Boston), National en Arrow (in Chicago).